# Kamakshyanagar
Kamakshyanagar is een stad en “notified area” in het district Dhenkanal van de Indiase staat Odisha. 

## Demografie
Volgens de Indiase volkstelling van 2001 wonen er 15.002 mensen in Kamakshyanagar, waarvan 53% mannelijk en 47% vrouwelijk is. De plaats heeft een alfabetiseringsgraad van 73%. 